# NGC 3781
NGC 3781是一個透鏡狀星系，位於獅子座，具有活躍的哈伯型S0核。根據天文學家估計，該星系距離銀河系4億光年，直徑約45,000光年。
星系NGC 3784、NGC 3785、NGC 3826位於天空的同一區域。
1881年4月28日，法國天文學家讓·瑪里·愛德華·史提芬發現NGC 3781。

## 外部連結
- SIMBAD Astronomical Database （页面存档备份，存于）